# Astronesthes gibbsi
Astronesthes gibbsi és una espècie de peix de la família dels estòmids i de l'ordre dels estomiformes.

## Morfologia
- Els mascles poden assolir 7,1 cm de longitud total.[3][4]

## Hàbitat
És un peix marí i d'aigües tropicals que viu fins als 60 m de fondària.

## Distribució geogràfica
Es troba al Pacífic oriental.